# Absces
Absces ali ognojek je skupek gnoja, ki se je nakopičil v tkivu zaradi okužbe, najpogosteje z bakterijami in paraziti ali drugimi tujimi materiali (les, naboji, igle...). Ognojek je v bistvu obrambni odziv tkiva, s katerim se prepreči širjenje okužbe v okolico. Notranjost ognojka sestavljajo odmrle celice imunskega sistema (nevtrofilci), bakterije in tuji materiali (če so prisotni), čemur pravimo gnoj. Zdrave celice tkiva, v katerem je ognojek, pa tvorijo okrog vnetja kapsulo, ki omeji okužbo in prepreči njeno širjenje, hkrati pa takšna kapsula prepreči celicam imunskega sistema, da bi prišle do bakterij ali tujka, ki so ognojek povzročili. Ognojek lahko nastane v kateremkoli tkivu in organu. Tako poznamo možganske abscese, kožne abscese, pljučne abscese itd.